# 華陽県 (陝西省)
華陽県（かよう-けん）は中華人民共和国陝西省にかつて存在した県。現在の漢中市勉県に相当する。
南北朝時代、北魏によって設置され、華陽郡の郡治とされた。583年（開皇3年）、隋朝により廃止され、管轄地域は沔陽県に移管された。